# Clasificación para la Copa Mundial de Fútbol de 2014
Fueron 32 equipos los que compitieron en la Copa Mundial de Fútbol de 2014, con una plaza destinada al país organizador, Brasil. En el proceso de clasificación para la Copa Mundial de Fútbol de 2014, los equipos inscriptos por las seis confederaciones de la FIFA compitieron por las 31 plazas restantes.
En total, participaron en la fase clasificatoria 203 de las 208 asociaciones nacionales afiliadas a FIFA, pues las selecciones de Brunéi, Bután, Guam y Mauritania decidieron no tomar parte de la Copa del Mundo.
En el programa publicado inicialmente se preveían 824 partidos para decidir las 31 plazas en disputa para el Mundial de Brasil 2014, pero con el retiro de Bahamas y Mauricio, solo se necesitaron 816. La fase de clasificación concluyó el 20 de noviembre de 2013.

## Equipos clasificados
| N.º | Equipo               | Detalle                                              | Fecha de clasificación   | Part. | Cons. | Última | Mejor presentación                     | Ranking FIFA |
| --- | -------------------- | ---------------------------------------------------- | ------------------------ | ----- | ----- | ------ | -------------------------------------- | ------------ |
| 1   | Brasil               | Anfitrión                                            | 30 de octubre de 2007    | 20    | 20    | 2010   | Campeón (1958, 1962, 1970, 1994, 2002) | 2            |
| 2   | Japón                | 1° del Grupo B de la fase 4 de la AFC                | 4 de junio de 2013       | 5     | 5     | 2010   | Octavos de final (2002, 2010)          | 30           |
| 3   | Australia            | 2° del Grupo B de la fase 4 de la AFC                | 18 de junio de 2013      | 4     | 3     | 2010   | Octavos de final (2006)                | 47           |
| 4   | Irán                 | 1° del Grupo A de la fase 4 de la AFC                | 18 de junio de 2013      | 4     | 1     | 2006   | Primera ronda (1978, 1998, 2006)       | 67           |
| 5   | Corea del Sur        | 2° del Grupo A de la fase 4 de la AFC                | 18 de junio de 2013      | 9     | 8     | 2010   | Cuarto lugar (2002)                    | 40           |
| 6   | Países Bajos         | 1° del Grupo D de la UEFA                            | 10 de septiembre de 2013 | 10    | 3     | 2010   | Subcampeón (1974, 1978, 2010)          | 5            |
| 7   | Italia               | 1° del Grupo B de la UEFA                            | 10 de septiembre de 2013 | 18    | 14    | 2010   | Campeón (1934, 1938, 1982, 2006)       | 6            |
| 8   | Estados Unidos       | 1° del Hexagonal final de la Concacaf                | 10 de septiembre de 2013 | 10    | 7     | 2010   | Tercer lugar (1930)                    | 19           |
| 9   | Costa Rica           | 2° del Hexagonal final de la Concacaf                | 10 de septiembre de 2013 | 4     | 1     | 2006   | Octavos de final (1990)                | 42           |
| 10  | Argentina            | 1° en la Clasificación de Conmebol                   | 10 de septiembre de 2013 | 16    | 11    | 2010   | Campeón (1978, 1986)                   | 4            |
| 11  | Bélgica              | 1° del Grupo A de la UEFA                            | 11 de octubre de 2013    | 12    | 1     | 2002   | Cuarto lugar (1986)                    | 6            |
| 12  | Suiza                | 1° del Grupo E de la UEFA                            | 11 de octubre de 2013    | 10    | 3     | 2010   | Cuartos de final (1934, 1938, 1954)    | 14           |
| 13  | Alemania             | 1° del Grupo C de la UEFA                            | 11 de octubre de 2013    | 18    | 16    | 2010   | Campeón (1954, 1974, 1990)             | 3            |
| 14  | Colombia             | 2° en la Clasificación de Conmebol                   | 11 de octubre de 2013    | 5     | 1     | 1998   | Octavos de final (1990)                | 5            |
| 15  | Rusia                | 1° del Grupo F de la UEFA                            | 15 de octubre de 2013    | 10    | 1     | 2002   | Cuarto lugar (1966) bajo la URSS       | 15           |
| 16  | Bosnia y Herzegovina | 1° del Grupo G de la UEFA                            | 15 de octubre de 2013    | 1     | 1     | -      | Sin participaciones previas            | 18           |
| 17  | Inglaterra           | 1° del Grupo H de la UEFA                            | 15 de octubre de 2013    | 14    | 5     | 2010   | Campeón (1966)                         | 17           |
| 18  | España               | 1° del Grupo I de la UEFA                            | 15 de octubre de 2013    | 14    | 10    | 2010   | Campeón (2010)                         | 1            |
| 19  | Chile                | 3° en la Clasificación de Conmebol                   | 15 de octubre de 2013    | 9     | 2     | 2010   | Tercer lugar (1962)                    | 16           |
| 20  | Ecuador              | 4° en la Clasificación de Conmebol                   | 15 de octubre de 2013    | 3     | 1     | 2006   | Octavos de final (2006)                | 20           |
| 21  | Honduras             | 3° del Hexagonal final de la Concacaf                | 15 de octubre de 2013    | 3     | 2     | 2010   | Primera ronda (1982, 2010)             | 40           |
| 22  | Nigeria              | 1° clasificado de la Clasificación de CAF            | 16 de noviembre de 2013  | 5     | 2     | 2010   | Octavos de final (1994, 1998)          | 33           |
| 23  | Costa de Marfil      | 2° clasificado de la Clasificación de CAF            | 16 de noviembre de 2013  | 3     | 3     | 2010   | Primera ronda (2006, 2010)             | 17           |
| 24  | Camerún              | 3° clasificado de la Clasificación de CAF            | 17 de noviembre de 2013  | 7     | 2     | 2010   | Cuartos de final (1990)                | 59           |
| 25  | Ghana                | 4° clasificado de la Clasificación de CAF            | 19 de noviembre de 2013  | 3     | 3     | 2010   | Cuartos de final (2010)                | 23           |
| 26  | Argelia              | 5° clasificado de la Clasificación de CAF            | 19 de noviembre de 2013  | 4     | 2     | 2010   | Primera ronda (1982, 1986, 2010)       | 32           |
| 27  | Grecia               | 1° ganador de la repesca de la Clasificación de UEFA | 19 de noviembre de 2013  | 3     | 2     | 2010   | Primera ronda (1994, 2010)             | 15           |
| 28  | Croacia              | 2° ganador de la repesca de la Clasificación de UEFA | 19 de noviembre de 2013  | 4     | 1     | 2006   | Tercer lugar (1998)                    | 18           |
| 29  | Portugal             | 3° ganador de la repesca de la Clasificación de UEFA | 19 de noviembre de 2013  | 6     | 4     | 2010   | Tercer lugar (1966)                    | 14           |
| 30  | Francia              | 4° ganador de la repesca de la Clasificación de UEFA | 19 de noviembre de 2013  | 14    | 5     | 2010   | Campeón (1998)                         | 21           |
| 31  | México               | Ganador de la repesca de la Concacaf–OFC             | 20 de noviembre de 2013  | 15    | 6     | 2010   | Cuartos de final (1970, 1986)          | 24           |
| 32  | Uruguay              | Ganador de la repesca de la Conmebol–AFC             | 20 de noviembre de 2013  | 12    | 2     | 2010   | Campeón (1930, 1950)                   | 6            |

## Plazas por confederación

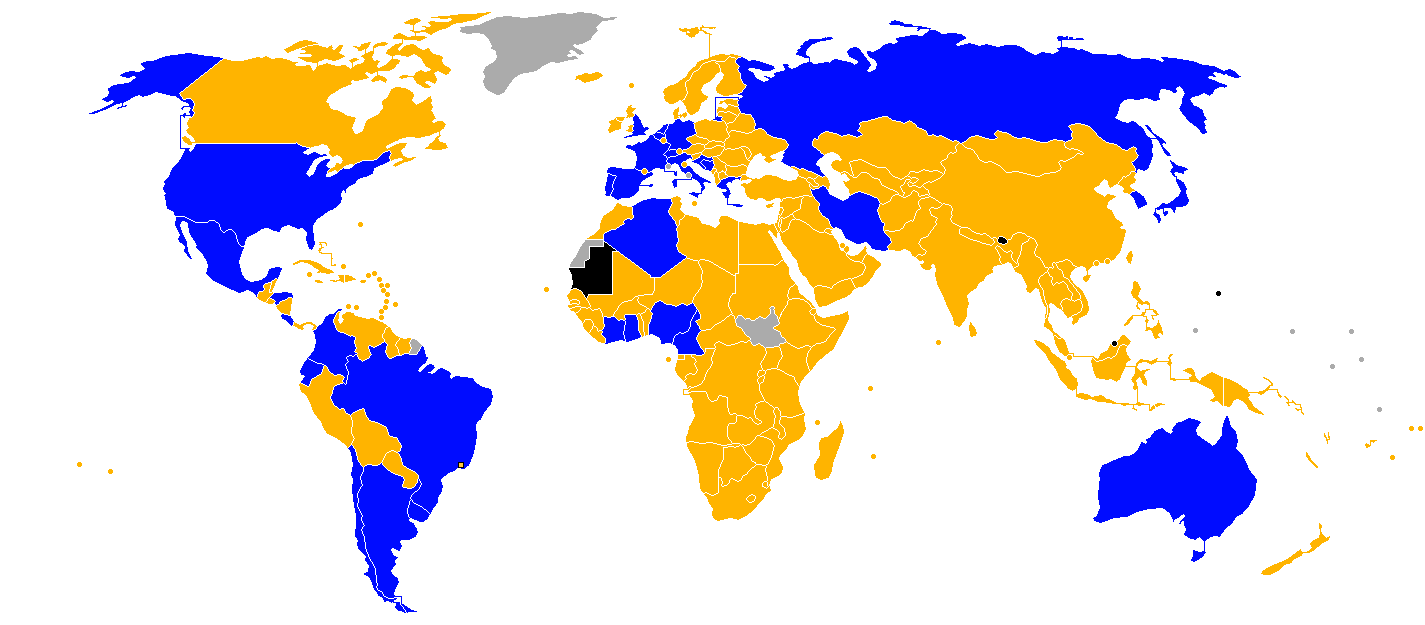
País clasificado a la Copa Mundial de Fútbol
País eliminado
País que no participó en la clasificatoria
País que no es miembro de la FIFA

El 3 de marzo de 2011, durante una sesión en Zúrich, la FIFA resolvió repartir las plazas de la siguiente forma:
- AFC: 4,5 plazas.
- CAF: 5 plazas.
- Concacaf: 3,5 plazas.
- Conmebol: 4,5 plazas.
- OFC: 0,5 plazas.
- UEFA: 13 plazas.
- Organizador: 1 plaza.

Europa y África tienen un número de plazas garantizado de antemano. El número de clasificados de las otras confederaciones depende de las repescas intercontinentales, que se disputaron entre los países mejor clasificados en sus respectivos continentes y que aún no tenían clasificación directa. Los enfrentamientos fueron:
- 4.º clasificado de Concacaf contra ganador de OFC.
- 5.º clasificado de AFC contra 5.º clasificado de Conmebol.

## Resumen de la clasificación
| Confederación | Equipos que comenzaron | Equipos clasificados | Equipos eliminados | Plazas totales | Fecha final de la clasificación |
| ------------- | ---------------------- | -------------------- | ------------------ | -------------- | ------------------------------- |
| AFC           | 43                     | 4                    | 39                 | 4              | 20 de noviembre de 2013         |
| CAF           | 52                     | 5                    | 47                 | 5              | 19 de noviembre de 2013         |
| CONCACAF      | 35                     | 4                    | 31                 | 4              | 20 de noviembre de 2013         |
| CONMEBOL      | 9+1                    | 5+1                  | 4                  | 5+1            | 20 de noviembre de 2013         |
| OFC           | 11                     | 0                    | 11                 | 0              | 20 de noviembre de 2013         |
| UEFA          | 53                     | 13                   | 40                 | 13             | 19 de noviembre de 2013         |
| Total         | 203+1                  | 31+1                 | 172                | 31+1           | 20 de noviembre de 2013         |

## Goleadores
Hasta el 20 de noviembre del 2013 se marcaron 2286 goles en 816 partidos, haciendo un promedio de 3 goles por partido. Se ordena según:
1. Más goles marcados
2. Menos minutos jugados
3. Menos partidos jugados

| Jugador                                       | Selección            | Goles marcados | Minutos jugados | PJ |
| --------------------------------------------- | -------------------- | -------------- | --------------- | -- |
| Robin Van Persie                              | Países Bajos         | 11             | 688'            | 9  |
| Deon McCaulay                                 | Belice               | 11             | 713'            | 8  |
| Luis Suárez                                   | Uruguay              | 11             | 1246'           | 14 |
| Oribe Peralta                                 | México               | 10             | 891'            | 11 |
| Edin Džeko                                    | Bosnia y Herzegovina | 10             | 900'            | 10 |
| Peter Byers                                   | Antigua y Barbuda    | 10             | 983'            | 12 |
| Lionel Messi                                  | Argentina            | 10             | 1143'           | 14 |
| Blas Pérez                                    | Panamá               | 10             | 1393'           | 18 |
| Gonzalo Higuaín                               | Argentina            | 9              | 859'            | 11 |
| Jerry Bengtson                                | Honduras             | 9              | 891'            | 12 |
| Radamel Falcao García                         | Colombia             | 9              | 1091'           | 13 |
| Georges Gope-Fenepej                          | Nueva Caledonia      | 8              | 837'            | 10 |
| Mesut Özil                                    | Alemania             | 8              | 887'            | 10 |
| Vedad Ibišević                                | Bosnia y Herzegovina | 8              | 892'            | 10 |
| Cristiano Ronaldo                             | Portugal             | 8              | 900'            | 10 |
| Álvaro Saborío                                | Costa Rica           | 8              | 982'            | 15 |
| Zlatan Ibrahimović                            | Suecia               | 8              | 990'            | 11 |
| Shinji Okazaki                                | Japón                | 8              | 1223'           | 14 |
| Clint Dempsey                                 | Estados Unidos       | 8              | 1260'           | 14 |
| Lê Công Vinh                                  | Vietnam              | 7              | 344'            | 4  |
| Jacques Haeko                                 | Nueva Caledonia      | 7              | 360'            | 8  |
| Wayne Rooney                                  | Inglaterra           | 7              | 471'            | 6  |
| Chris Wood                                    | Nueva Zelanda        | 7              | 623'            | 9  |
| Felipe Caicedo                                | Ecuador              | 7              | 626'            | 9  |
| Hassan Abdel-Fattah                           | Jordania             | 7              | 852'            | 10 |
| Luis Tejada                                   | Panamá               | 7              | 922'            | 14 |
| Carlo Costly                                  | Honduras             | 7              | 1095'           | 13 |
| Younis Mahmoud                                | Irak                 | 7              | 1193'           | 14 |
| Ahmad Hayel                                   | Jordania             | 7              | 1506'           | 18 |
| Última actualización: 20 de noviembre de 2013 |                      |                |                 |    |

Fuente: Central de datos de las Eliminatorias de FIFA Archivado el 26 de mayo de 2013 en Wayback Machine.